# Seč (Chrudim)
Seč è una città della Repubblica Ceca facente parte del distretto di Chrudim, nella regione di Pardubice. Lo status di città è stato concesso nel 2007.
Sono parti amministrative di Seč i villaggi di Hoješín, Javorka, Kraskov, Počátky, Proseč, Prosíčka, Přemilov, Ústupky e Žďárec u Seče.
Nel villaggio di Počátky è nato Miloš Tichý, astronomo scopritore di numerosi asteroidi.